# 颱風山神 (2012年)
颱風山神（英語：Typhoon Son-Tinh，國際編號：1223，聯合颱風警報中心：WP242012，菲律賓大氣地球物理和天文管理局：Ofel）為2012年太平洋颱風季第二十三個被命名的風暴。「山神」（越南语：／）一名由越南提供，是越南民間傳說四不死中的山神，本名稱為第一次使用，取代2006年在中國東南部沿海造成重大災害的颱風桑美。

## 發展過程
2012年10月19日晚上，一個低壓區在雅蒲島東南海面上形成。
10月21日下午5時半，聯合颱風警報中心把該低壓區形成熱帶氣旋機會評為LOW。同日晚上8時，日本氣象廳把該低壓區升級為熱帶低氣壓。
10月22日上午9時10分，日本氣象廳對其發出烈風警報。同日下午2時，聯合颱風警報中心把評級上調為MEDIUM。下午6時半，聯合颱風警報中心發出熱帶氣旋形成警報。晚上7時，聯合颱風警報中心再把評級更新為HIGH。香港天文台在當日表示「菲律賓以東氣壓頗低，一個熱帶低氣壓似乎在形成中」，並在同日晚上9時45分把該低壓區升級為熱帶低氣壓。該熱帶低氣壓向西南偏西移動，時速25公里。
10月24日凌晨3時05分，日本氣象廳把該熱帶低氣壓升級為熱帶風暴，並命名為山神。凌晨5時，聯合颱風警報中心把山神升級為熱帶低氣壓。上午9時，山神在菲律賓北蘇里高省布爾戈斯沿海登陸。上午11時，聯合颱風警報中心把山神升為熱帶風暴。下午4時15分，香港天文台亦把山神升為熱帶風暴。山神改向西北偏西移動，速度不變，橫過菲律賓南部，翌日（10月25日）進入南海中部。橫掃菲律賓期間，山神沒有減弱，反而繼續增強。
10月26日早上6時正，香港天文台把山神升為強烈熱帶風暴；下午2時45分，日本氣象廳把山神升為強烈熱帶風暴。山神向西北偏西移動，橫過南海。
10月27日凌晨5時，聯合颱風警報中心把山神升為一級颱風；香港天文台在早上6時半把山神升為颱風。下午2時45分，日本氣象廳把山神升為颱風。隨後山神迅速增強，晚上9時，聯合颱風警報中心把山神直接升至三級颱風上限；香港天文台亦在晚上9時15分把山神升為強颱風。山神向西北至西北偏西移動，橫過海南島西南面海域。
10月28日上午1時，山神在越南太平省泰瑞縣沿海再次登陸。其後，山神減速移動（時速14公里），並突然轉趨減弱，香港天文台在上午9時半把山神降級為颱風。山神開始改向西北偏北移動。晚上11時，聯合颱風警報中心把山神降級為二級颱風。
10月29日凌晨2時45分，日本氣象廳把山神降級為強烈熱帶風暴；凌晨5時，聯合颱風警報中心把山神降為一級颱風。山神採取北移路徑，移向越南北部，並急劇減弱。香港天文台在凌晨4時45分表示山神已在越南北部沿岸登陸，並在早上6時半突然把山神降級為強烈熱帶風暴，3小時內把山神的接近中心最高持續風速由每小時140公里突然下調至每小時110公里，此等急劇下調前所未有，對香港天文台而言是史無前例。山神登陸後改向東北偏東移動，並隨即極速減弱。上午9時45分，日本氣象廳把山神降為熱帶風暴。上午11時，聯合颱風警報中心把山神降為熱帶風暴，並發出最後警報。上午11時45分，香港天文台再把山神突然降為熱帶風暴，3小時內把山神的接近中心最高持續風速由每小時110公里顯著調整至每小時85公里。下午2時45分，日本氣象廳把山神降為熱帶低氣壓。下午6時半，香港天文台把山神降為熱帶低氣壓。
10月30日凌晨1時45分，香港天文台把山神降為低壓區。

## 影響

### 菲律賓
最高熱帶氣旋警告：二號風暴信號

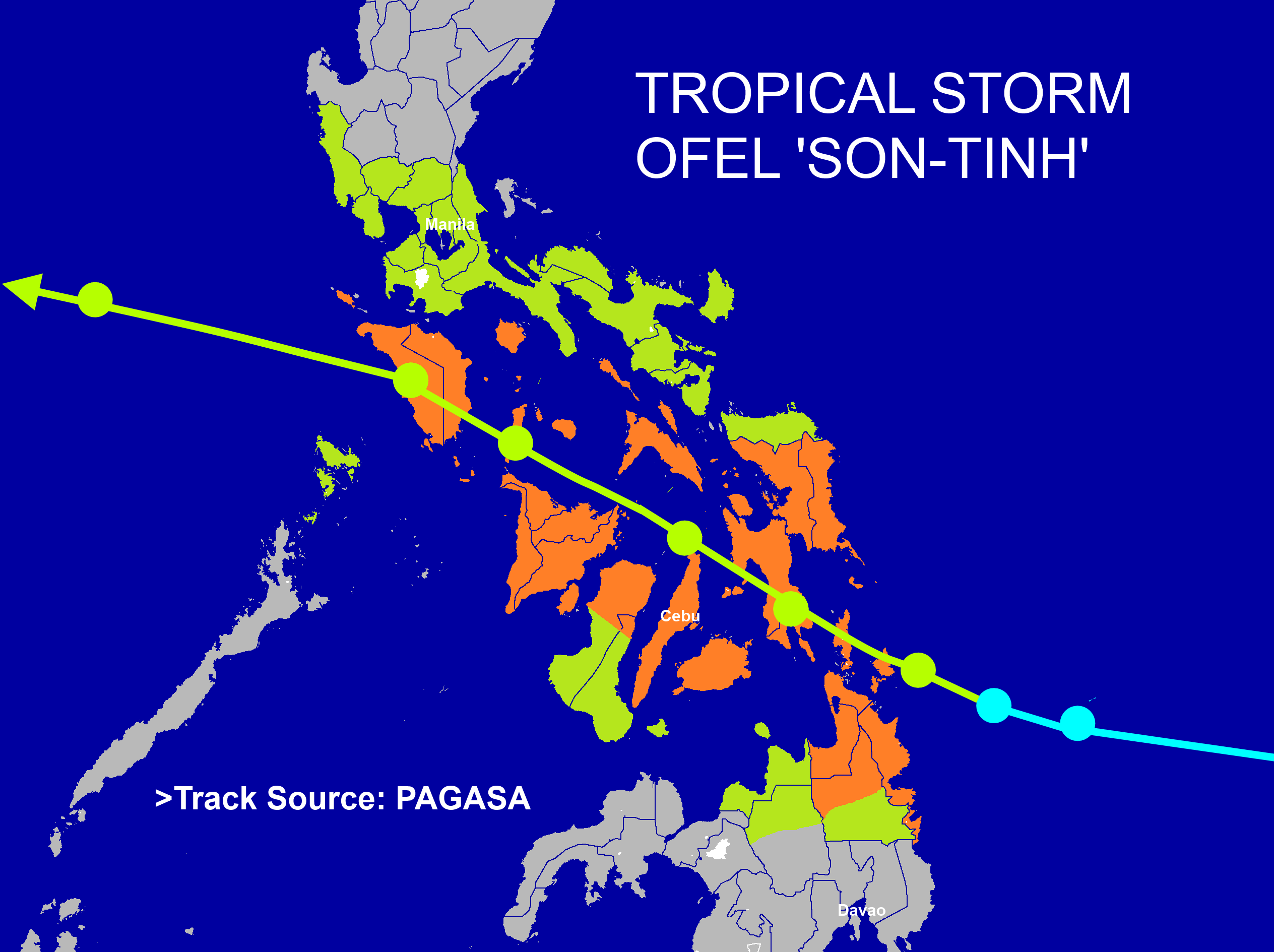
熱帶風暴山神影響菲律賓中部的路徑和熱帶氣旋警告。橙色表示該地區發出二號風暴信號，淺綠色表示該地區發出一號風暴信號

2012年10月22日下午11時，菲律賓大氣地球物理和天文管理局升格為熱帶低氣壓並發出一號風暴信號。
10月24日上午2時，菲律賓大氣地球物理和天文管理局升格為熱帶風暴並對靠近山神的沿岸地區發出二號風暴信號。上午9時前後在北蘇里高省布爾戈斯沿海登陸。下午1時進入萊特灣，下午4時中心位於萊特省奧爾莫克（Ormoc）附近。下午9時前後，中心離開萊特省進入米沙鄢海。
10月25日上午3時再次登陸於錫布延島，上午6時掠過塔布拉斯島（Tablas Island）。下午5時，菲律賓大氣地球物理和天文管理局解除二號風暴信號。
10月26日上午11時，菲律賓大氣地球物理和天文管理局解除所有風暴信號。下午5時，山神已離開菲律賓責任範圍，並發布最後的警報。
截至10月25日，有2人死亡，其中一名49歲死者是在58歲死者溺斃後掉下來時被壓死的。8人失蹤。
10月26日，菲律賓災難協調委員會主席拉莫斯（Benito Ramos）於其報告表示，熱帶風暴山廷（SON-TINH）今離開菲律賓，但已造成中部區域4人死亡、5名漁民失蹤，另外數千人遠離家園。
山神吹襲菲律賓，引發近40宗水災、山泥傾瀉、翻船和火車出軌，死亡人數增加到27人，其中12人遇溺喪生，3人在山泥傾瀉中死亡，另外19人受傷，9人失蹤，近7萬人受災，1萬5千人疏散，經濟損失超過130萬美元。

### 中国
當地最高熱帶氣旋警告信號： 颱風黃色預警信號
2012年10月25日下午6時，中央氣象台發佈颱風藍色預警。
10月27日下午6時，中央氣象台發佈颱風黃色預警。
10月29日上午5時，中央氣象台解除颱風黃色預警。下午5時，中央氣象台解除所有颱風預警。
海南和廣西受到山神影響，其中海南省至少8萬多人緊急轉移，瓊州海峽全線停航。廣西北海市、防城港市、欽州市等先後發出颱風預警；海南和廣西27日和28日，航空交通都受到影響。氣象部門預測，受冷空氣南下和山神影響，廣西大部地區，未來三日有大雨到暴雨。
山神吹襲海南省，兩艘漁船在三亞海面遇到意外，2人獲救，5人失蹤。事發在27日，兩艘漁船遇到風浪，三亞多部門出動直升機和救援船，經20多小時，找到其中一艘船的2名船員，另一艘漁船的5人仍然下落不明。
廣西防城港市公安局指出，28日23時至29日6時許，東興市出現強降雨天氣，導致北侖河山洪暴發，造成中方70艘船舶失蹤，6艘沉沒，1艘擱淺在越方一側。

#### 廣西
全省最高熱帶氣旋警告信號： 颱風黃色預警信號

#### 廣東
全省最高熱帶氣旋警告信號： 颱風黃色預警信號

### 越南
中央水文氣象預報中心指颱風山神在越南時間（UTC+7）2012年10月27日22時風速為157公里/小時，集結於河靜省至廣治省沿岸以東約160公里之海面上，預料以每小時20-25公里的速度向西北偏西至西北方向移動。並預料越南北部至中部地區將有大雨，並引發3-4米的風暴潮。
越南時間（UTC+7）2012年10月28日22時風速為111公里/小時，集結於海防市至南定省沿岸之海面上，預料中心風力達11至12級，陣風13至14級。並預料越南北部地區東部沿岸將有中至大雨，廣寧省至南定省因風暴潮關係水位上升了3-4米。29日1時維持風速移動至海防市至太平省沿岸地區，北部地區東部沿岸受山神影響有9至10級大風，近颱風中心附近地區更達11至12級大風，陣風13至14級。預料明天中午東北季候風會抵達北部，屆時沿海地區會有4至5級大風。
受到山神吹襲，為南北部和中部，帶來強風暴雨，造成巨大財產損失並導致10人死亡。救援部門表示，截至今早，颱風造成廣義省、海防市、廣寧省共10人死亡。太平省有300多間房屋屋頂被捲走，水稻受損面積達361公頃，有6艘船沉沒。

## 熱帶氣旋信號使用記錄

### 菲律賓
| 菲律賓大氣地球物理和天文管理局 風暴信號 | 菲律賓大氣地球物理和天文管理局 風暴信號 | 菲律賓大氣地球物理和天文管理局 風暴信號 |
| --------------------------------------- | --------------------------------------- | --------------------------------------- |
| 上一熱帶氣旋                            | 一號風暴信號                            | 下一熱帶氣旋                            |
| 強烈熱帶風暴格美                        | 一號風暴信號                            | 颱風寶霞                                |

| 菲律賓大氣地球物理和天文管理局 風暴信號 | 菲律賓大氣地球物理和天文管理局 風暴信號 | 菲律賓大氣地球物理和天文管理局 風暴信號 |
| --------------------------------------- | --------------------------------------- | --------------------------------------- |
| 上一熱帶氣旋                            | 二號風暴信號                            | 下一熱帶氣旋                            |
| 颱風杰拉華                              | 二號風暴信號                            | 颱風寶霞                                |

### 中国
| 中國中央氣象台 颱風預警信號 | 中國中央氣象台 颱風預警信號 | 中國中央氣象台 颱風預警信號 |
| --------------------------- | --------------------------- | --------------------------- |
| 上一熱帶氣旋                | 颱風藍色預警信號            | 下一熱帶氣旋                |
| 颱風天秤 颱風布拉萬         | 颱風藍色預警信號            | 熱帶風暴貝碧嘉              |

| 中國中央氣象台 颱風預警信號 | 中國中央氣象台 颱風預警信號 | 中國中央氣象台 颱風預警信號 |
| --------------------------- | --------------------------- | --------------------------- |
| 上一熱帶氣旋                | 颱風黃色預警信號            | 下一熱帶氣旋                |
| 颱風天秤 颱風布拉萬         | 颱風黃色預警信號            | 熱帶風暴溫比亞              |

## 外部連結
- （日語）日本氣象廳首頁 （页面存档备份，存于）
- （英文）聯合颱風警報中心首頁 （页面存档备份，存于）
- （简体中文）中央氣象台首頁
- （繁體中文）中央氣象局首頁 （页面存档备份，存于）
- （繁體中文）香港天文台首頁 （页面存档备份，存于）
- （繁體中文）澳門地球物理暨氣象局首頁 （页面存档备份，存于）
- （越南文）中央水文氣象預報中心首頁 （页面存档备份，存于）